# 榆树街道
榆树街道，是中华人民共和国吉林省吉林市龙潭区下辖的一个乡镇级行政单位。

## 行政区划
榆树街道下辖以下地区：
龙东社区和秀山社区。